# Parti libéral italien
Pour les articles homonymes, voir Parti libéral italien (1997).
Le Parti libéral italien (Partito liberale italiano, PLI) était un ancien parti politique italien, fondé en 1922 par le philosophe Emilio Borzino. Le parti a disparu après l'Opération Mains propres en 1994.

## Histoire
Le Parti libéral aide en 1922 le Parti national fasciste à constituer une majorité parlementaire et entre au gouvernement de Benito Mussolini.
En 1925, après avoir été mis au ban du gouvernement fasciste, le PLI fut refondé en 1943 par le philosophe Benedetto Croce, un intellectuel et sénateur italien. Après la fin de la Seconde Guerre mondiale, Enrico De Nicola devint président de la République et Luigi Einaudi devint ministre de l'Économie dans le Gouvernement De Gasperi IV et enfin gouverneur de la Banque d'Italie de 1945 à 1948.
Sous la direction de Giovanni Malagodi (1954-1972), le PLI se concentra sur les problèmes économiques. Cette ligne politique causa en 1956 la sortie de l'aile gauche du parti (Bruno Villabruna, Eugenio Scalfari et Marco Pannella), qui fonda le Parti radical. Le PLI s'opposa à la coalition centre-gauche avec le PSI et il se présenta comme le principal parti conservateur en Italie. Le PLI atteignit ainsi 7.0 % des votes aux élections de 1963. Après la démission de Malagodi, le PLI obtint seulement 1.3 % des votes aux élections de 1976.  
Valerio Zanone, qui devint secrétaire du parti en 1976, il fit sortir le parti de l'isolement et il chercha l'alliance avec les autres partis laïques et aussi avec le PSI. Le secrétaire permit en effet la participation du parti à un gouvernement avec les socialistes. 
En 1983, le PLI s'unit à la coalition « Pentapartito », composée aussi de la Démocratie chrétienne, du Parti socialiste italien, du Parti républicain italien et du Parti social-démocrate italien. Dans les années 1980, après le secrétaire de Valrio Zanone, le parti fut dirigé par Alfredo Biondi et Renato Altissimo.
Avec l’apparition de l'affaire « Tangentopoli » du début des années 1990, les partis italiens perdirent de nombreux consentements[pas clair]. Dans un premier temps, le PLI ne sembla pas impliqué dans ce système de corruption avant de connaitre, à son tour, des enquêtes et de nombreuses arrestations. 
Le parti fut dissous en 1994, avant d'être remplacé par la Fédération des libéraux,.
En 1997, Stefano De Luca fonde un nouveau parti libéral.